# Warren (Vermont)
Warren ist eine Town im Washington County des Bundesstaates Vermont in den Vereinigten Staaten mit 1977 Einwohnern in 2338 Haushalten (laut Volkszählung von 2020). Warren liegt im Südwesten des Washington Countys und ist mit 43 Einwohnern auf 1 Square Mile (2,59 km²) sehr dünn besiedelt.

## Geografie

### Geografische Lage
Das Gebiet der Town Warren wird durch den Mad River und die an ihm entlang verlaufende State Route 100 zentral in nordsüdlicher Richtung durchteilt. Der westliche Teil des Gebietes wird durch das Skigebiet Sugarbush Resort mit zwei Bergen, dem 1244 m hohen Mount Ellen und dem 1212 m hohen Lincoln Peak. Sowie weiteren Gipfeln auf einer Fläche von 4000 Acre (1618,743 ha). Im Nordosten auf der anderen Seite des Mad Rivers befindet sich der 831 m hohe Burnt Mountain. Der Blueberrylake ist der größte See auf dem Gebiet von Warren. Er befindet sich im Südosten und entwässert über den Mills Brook in den Mad River.

### Nachbargemeinden
Alle Entfernungen sind als Luftlinien zwischen den offiziellen Koordinaten der Orte aus der Volkszählung 2010 angegeben.
- Norden: Fayston, 3,7 km
- Nordosten: Waitsfield, 10,8 km
- Osten: Roxbury, 16,1 km
- Westen: Lincoln, 11,1 km
- Süden: Granville, 5,1 km

### Klima
Die mittlere Durchschnittstemperatur in Warren liegt zwischen −8,9 °C (16 °Fahrenheit) im Januar und 18,3 °C (65 °Fahrenheit) im Juli. Die Schneefälle zwischen Oktober und Mai liegen mit bis zu einem halben Meter (19 Inch) etwa viermal so hoch wie die mittlere Schneehöhe in den USA. Die tägliche Sonnenscheindauer liegt am unteren Rand des Wertespektrums der USA.

## Geschichte

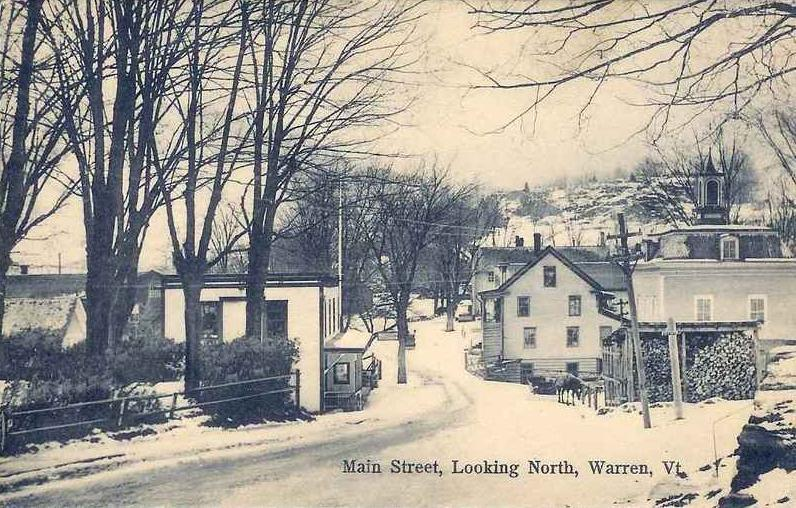
Hauptstraße von Warren etwa 1910

Der Grant für Warren wurde am 9. November 1780 an John Thorp und 67 weiteren gegeben. Das erste Town Meeting wurde am 20. September 1798 abgehalten und als 9 Jahre später, im Jahr 1789 die Gelder beisammen waren, stellte sich heraus, dass nicht ausreichend Land vorhanden war, um eine Town in der üblichen Größe zu gründen. Deswegen wurden weitere Gebiete im Norden, der Warren Gore hinzugenommen. Am 12. November 1824 wurde das Gebiet der Town um ein Gebiet vergrößert, welches zuvor zur Town Lincoln gehört hatte. Benannt wurde Warren nach Joseph Warren dem Präsidenten pro Tempore des Provincial Congress, General der Miliz und dem ersten Amerikaner, der in der Schlacht am Bunker Hill getötet wurde.
Das Gebiet der Town von Warren bestand zum Zeitpunkt der Besiedlung aus Wildnis. Erste Siedler waren Fallensteller und Farmer. Sie bauten Getreide, Kartoffeln und Gemüse an. Zucker wurde aus Ahornsirup gewonnen. Auch die Jagd und der Fischfang gehörten dazu. Zu den ersten Gebäuden gehörten neben Wohnhäusern eine Schrotmühle.
Der Historische Bezirk von Warren besteht heute aus etwa 75 Gebäuden. Der Kern der Town besteht aus der United Church von 18388, dem Village Cemetery von 1826, der Town Hall von 1872 und dem Municipal Building und der Bücherei von 1867. Das Warren House Hotel wurde etwa 1840 gebaut, es beherbergt heute einen Einzelhandel.
Der Einzug der Skiindustrie gab Warren einen wirtschaftlichen Schub. Die erste Piste wurde bereits in den späten 1930er Jahren genutzt. Nach dem Zweiten Weltkrieg wurde von Roland Palmedo das zweite Skigebiet errichtet. Nach ihm gründete Damon Gadd im Jahr 1958 das Sugarbush Skigebiet.

### Religionen
Erste Gottesdienste wurden ab 1825 durch Nathaniel Steams, den ersten Priester der Town von der Methodist Episcopal Church, gehalten. Durch einen Zusammenschluss der Universalisten, Methodisten, Congregationalisten und Baptisten wurde 1833 ein Gemeindehaus in East Warren gebaut. 1838 wurde die Warren River Meeting House Society von Gläubigen dieser Glaubensrichtungen gegründet und die United Church of Warren entstand daraus im Jahr 1885.

### Einwohnerentwicklung
| Volkszählungsergebnisse – Town of Warren | Volkszählungsergebnisse – Town of Warren | Volkszählungsergebnisse – Town of Warren | Volkszählungsergebnisse – Town of Warren | Volkszählungsergebnisse – Town of Warren | Volkszählungsergebnisse – Town of Warren | Volkszählungsergebnisse – Town of Warren | Volkszählungsergebnisse – Town of Warren | Volkszählungsergebnisse – Town of Warren | Volkszählungsergebnisse – Town of Warren | Volkszählungsergebnisse – Town of Warren |
| Jahr                                     | 1800                                     | 1810                                     | 1820                                     | 1830                                     | 1840                                     | 1850                                     | 1860                                     | 1870                                     | 1880                                     | 1890                                     |
| ---------------------------------------- | ---------------------------------------- | ---------------------------------------- | ---------------------------------------- | ---------------------------------------- | ---------------------------------------- | ---------------------------------------- | ---------------------------------------- | ---------------------------------------- | ---------------------------------------- | ---------------------------------------- |
| Einwohner                                | 58                                       | 229                                      | 320                                      | 766                                      | 943                                      | 962                                      | 1041                                     | 1008                                     | 951                                      | 866                                      |
| Jahr                                     | 1900                                     | 1910                                     | 1920                                     | 1930                                     | 1940                                     | 1950                                     | 1960                                     | 1970                                     | 1980                                     | 1990                                     |
| Einwohner                                | 826                                      | 825                                      | 654                                      | 486                                      | 450                                      | 498                                      | 469                                      | 588                                      | 956                                      | 1172                                     |
| Jahr                                     | 2000                                     | 2010                                     | 2020                                     | 2030                                     | 2040                                     | 2050                                     | 2060                                     | 2070                                     | 2080                                     | 2090                                     |
| Einwohner                                | 1681                                     | 1705                                     | 1977                                     |                                          |                                          |                                          |                                          |                                          |                                          |                                          |

## Wirtschaft und Infrastruktur

### Verkehr
Die Vermont State Route 100 verläuft in nordsüdlicher Richtung durch die Town. Sie führt von Fayston im Norden nach Granville im Süden. Der Warren Sugarbush Airport ist ein kleiner öffentlicher Flughafen auf dem Gebiet der Town. Seine FAA Kennung ist 0B7. Er wird jedoch von der IATA nicht angeflogen.

### Öffentliche Einrichtungen
Es gibt in Warren kein Krankenhaus. Das nächstgelegene ist das Central Vermont Medical Center in Berlin.

### Friedhöfe
In Warren gibt es drei Friedhöfe, davon der Sherman Cemetery mit nur einem Grab. Hauptsächlich wird der Warren Cemetery genutzt.

### Bildung
Warren gehört mit Duxbury, Fayston, Moretown, Waitsfield und Waterbury zur Washington West Supervisory Union.
Die Warren Elementary School ist Schule für Schulkinder bis zur Klasse 6, mit angegliedertem Kindergarten und Preschool. Die weiterführende Schule für die Schüler aus Warren ist die Harward Union High School in Duxbury.
Warren hat mit der Warren Public Library eine eigene Bücherei in der Town.